# Индюк (Краснодарский край)
Индю́к — село в Туапсинском районе Краснодарского края. Входит в состав муниципального образования «Георгиевское сельское поселение».
Название село получило от расположенной неподалёку горы Индюк.

## География
Селение расположено в восточной части Туапсинского района, по обоим берегам реки Туапсе. Находится в 8 км к северу от административного центра — Георгиевское, в 27 км к северо-востоку от районного центра Туапсе и в 97 км к югу от города Краснодар. Через село проходят железнодорожная линия «Туапсе-Армавир» и федеральная автотрасса Р-254 «Туапсе-Майкоп», пересекающие Главный Кавказский хребет через Шаумянский перевал.
Граничит с землями населённых пунктов: Кривенковское на юге и Горный на севере.
Населённый пункт расположено на южном склоне Главного Кавказского хребта и вытянуто по ущелью реки Туапсе более чем на 8 км. Окрестные горы покрыты густым смешанным (в основном сосновым и лиственным) лесом. Средние высоты на территории села составляют 134 метра над уровнем моря. Наивысшей точкой в окрестностях села является гора «Индюк» (859 м).
Гидрографическая сеть представлена бассейном реки Туапсе и родниковыми водами. В верховьях села в Туапсе впадают река — Чилипси и Букепка (правые притоки). В центре села в Туапсе впадают реки — Скакуха и Индюшка (левые притоки) и Ореховка (правый приток).
Климат в селе субтропический. Среднегодовая температура воздуха составляет около +12,5°С, со средними температурами июля около +22,5°С, и средними температурами января около +4°С. Среднегодовое количество осадков составляет около 1050 мм в год. Основная часть осадков выпадает в зимний период. Важную роль также играют холодные воздушные массы дующие из северного склона Главного Кавказского хребта через перевалы.

## История
Селение Индюк основано в 1923 году, в результате объединения нескольких хуторов, расположенных в верховьях рек Туапсе и Чилипси. Впервые по ревизии от 26 апреля 1923 года село Индюк было зарегистрировано в составе Вельяминовской волости Туапсинского района Черноморского округа Кубано-Черноморской области.
С 21 мая 1935 года по 16 апреля 1940 года село Индюк числилось в городской черте города Туапсе и было административно подчиненно Туапсинскому горсовету. Затем возвращён в состав восстановленного Туапсинского района. В 1955 году село включён в состав Георгиевского сельского Совета Краснодарского края.

## Население
| 1999 | 2002 | 2010 |
| ---- | ---- | ---- |
| 746  | ↗802 | ↗835 |

Национальный состав
По данным Всероссийской переписи населения 2010 года:
| Народ   | Численность, чел. | Доля от всего населения, % |
| ------- | ----------------- | -------------------------- |
| русские | 593               | 71,0 %                     |
| армяне  | 189               | 22,6 %                     |
| другие  | 53                | 6,4 %                      |
| всего   | 835               | 100 %                      |

## Образование
- Основная общеобразовательная школа № 26 — ул. Майкопская, 95.

## Экономика
В экономике села основную роль играют садоводство и туризм. В садоводстве важную роль играют фруктовые сады, расположенные в окрестностях села. В сфере туризма наибольшей популярностью пользуется туристический маршрут на гору Индюк, от которой село и получило своё название. Также важную роль для экономики села играет его географическое положение на пересечении железнодорожных и автомобильных дорог, ведущих с северного склона Главного Кавказского хребта на южный, через перевалы.

## Улицы
Улицы
| Железнодорожная |
| Заречная        |

| Майкопская |
| Набережная |

| Чилипси       |
| Станция Индюк |

Переулки
| Заречный |

| Нагорный |

| Чистый |